# Paradoxopsyllus faghihei
Paradoxopsyllus faghihei är en loppart som beskrevs av Farhang-azad 1972. Paradoxopsyllus faghihei ingår i släktet Paradoxopsyllus och familjen smågnagarloppor. Inga underarter finns listade i Catalogue of Life.